# Martin Heling
Hans Martin Heling (* 24. Oktober 1889 in Koseeger, Kreis Colberg-Cörlin; † 21. Mai 1980 in Hannover) war Landstallmeister.

## Leben
Nach dem Schulbesuch in Lauenburg studierte Martin Heling Landwirtschaft an der Universität Halle und der Universität München. 1913 machte er eine Artillerie-Ausbildung in Allenstein, wo sich das Kommando der 37. Division (Deutsches Kaiserreich) befand, und nahm anschließend am Ersten Weltkrieg teil. 1920 promovierte er an der Universität Halle. 1921 wurde er Assistent am Brandenburgischen Haupt- und Landgestüt Neustadt/Dosse. 1923 wurde er Direktor des Landgestüts Braunsberg, das er im Jahr zuvor bereits kommissarisch geleitet hatte, wo er 1927 auch Landstallmeister wurde und mit dessen Leitung er von 1930 bis 1933 beauftragt war. Von 1934 bis 1937 war er Leiter des Landgestüts Rastenburg und von 1938 bis zur Flucht aus Ostpreußen Leiter des Landgestüts in Georgenburg. Nicht zuletzt dank seines furchtlosen Auftretens gegenüber den Kreisleitern der NSDAP und den Behörden gelang es Heling, einen Gutteil der ihm anvertrauten Pferden zu retten und in den Westen zu bringen. 1945 leitete er einige Monate das Niedersächsischen Landgestüt Celle. Über kurze Zwischenstationen in Bad Harzburg und Hamburg kam er in das Niedersächsische Ministerium für Landwirtschaft, Ernährung und Forsten in Hannover, wo er Referent für Tierzucht wurde. 1950 wurde er dort zum Regierungsdirektor und Oberlandstallmeister ernannt. Er unterstützte die Arbeit von Ernst Ehlert in Hunnesrück, bevor er 1954 in den Ruhestand trat. Der Trakehner-Verband zeichnete ihn mit der goldenen Ehrennadel aus.
Martin Heling heiratete 1923 Anna Gramsch. Sie hatten zwei Kinder.

## Schriften
- 1954: Die Beurteilung von Pferden. Deutsche Landwirtschafts-Gesellschaft-Verlags-Gesellschaft, Frankfurt am Main
- 1956: Das vollendete Pferd. Deutsche Landwirtschafts-Gesellschaft-Verlags-Gesellschaft, Frankfurt am Main (Koautor: Jürgen von Henninges)
- 1959: Trakehnen. Das Hauptgestüt als Quell und Mittelpunkt der ostpreußischen Pferdezucht. Bayerischer Landwirtschaftsverlag, München